# 藤室良輔
藤室 良輔（ふじむろ りょうすけ、1895年（明治28年）2月12日 - 1942年（昭和17年）8月14日）は、日本の陸軍軍人。最終階級は陸軍中将。

## 経歴
広島県出身。藤室松次郎・陸軍砲兵大佐（陸士旧8期）の長男として生まれる。東京府立第一中学校（現東京都立日比谷高等学校）、陸軍中央幼年学校予科（首席）、中央幼年学校本科（首席）を経て、を経て、1915年（大正4年）5月、陸軍士官学校（27期）を首席で卒業。同年12月、歩兵少尉に任官し歩兵第1連隊付となる。1923年（大正12年）11月、陸軍大学校（35期）を首席で卒業した。
1924年（大正13年）12月、参謀本部付勤務となり、以後、参謀本部員、ドイツ駐在、参謀本部員、歩兵第1連隊大隊長、陸大教官、参謀本部員、陸大教官などを務め、1937年（昭和12年）8月、歩兵大佐に進んだ。1938年（昭和13年）3月、参謀本部戦史課長兼陸大教官兼大本営参謀に就任した。
1938年9月、第21軍参謀副長に充用され日中戦争に出征。広東攻略戦を担当するが大本営の作戦構想と相違したことで大きな問題となる。1939年（昭和14年）3月、歩兵第77連隊長に転じ、同年11月、参謀本部付となり帰国。1940年（昭和15年）8月、陸軍少将に進級し陸軍技術本部付となる。技術本部総務部長、兼総力戦研究所員を経て、1941年（昭和16年）10月、総力戦研究所主事に就任。同年6月、技術本部第1部長を兼任するが、1942年（昭和17年）8月に死去し陸軍中将に進んだ。

## 栄典
- 1940年（昭和15年）11月10日 - 紀元二千六百年祝典記念章[9]

## 親族
- 娘婿 財津正彦（陸軍少佐）[1]